# Sinojackia huangmeiensis
Sinojackia huangmeiensis är en storaxväxtart som beskrevs av J.W.Ge och X.H.Yao. Sinojackia huangmeiensis ingår i släktet Sinojackia och familjen storaxväxter. Inga underarter finns listade i Catalogue of Life.